# Tiosulfato de sodio
El tiosulfato de sodio, antes denominado hiposulfito sódico, es un compuesto inorgánico cristalino que se encuentra con mayor frecuencia en forma de pentahidrato, Na2S2O3·5H2O. Su estructura cristalina es de tipo monoclínica.
En disolución acuosa se disocia dando el correspondiente anión tiosulfato, que tiene estructura espacial en forma tetraédrica, similar a la que presenta el ion sulfato, pero en la que se produce la sustitución de uno de los átomos de oxígeno por otro de azufre. La distancia entre los átomos de azufre (S-S) indica que entre ellos existe un enlace simple, lo que implica una carga negativa en las interacciones con el oxígeno (S-O) ya que estas presentan un enlace doble.

## Propiedades

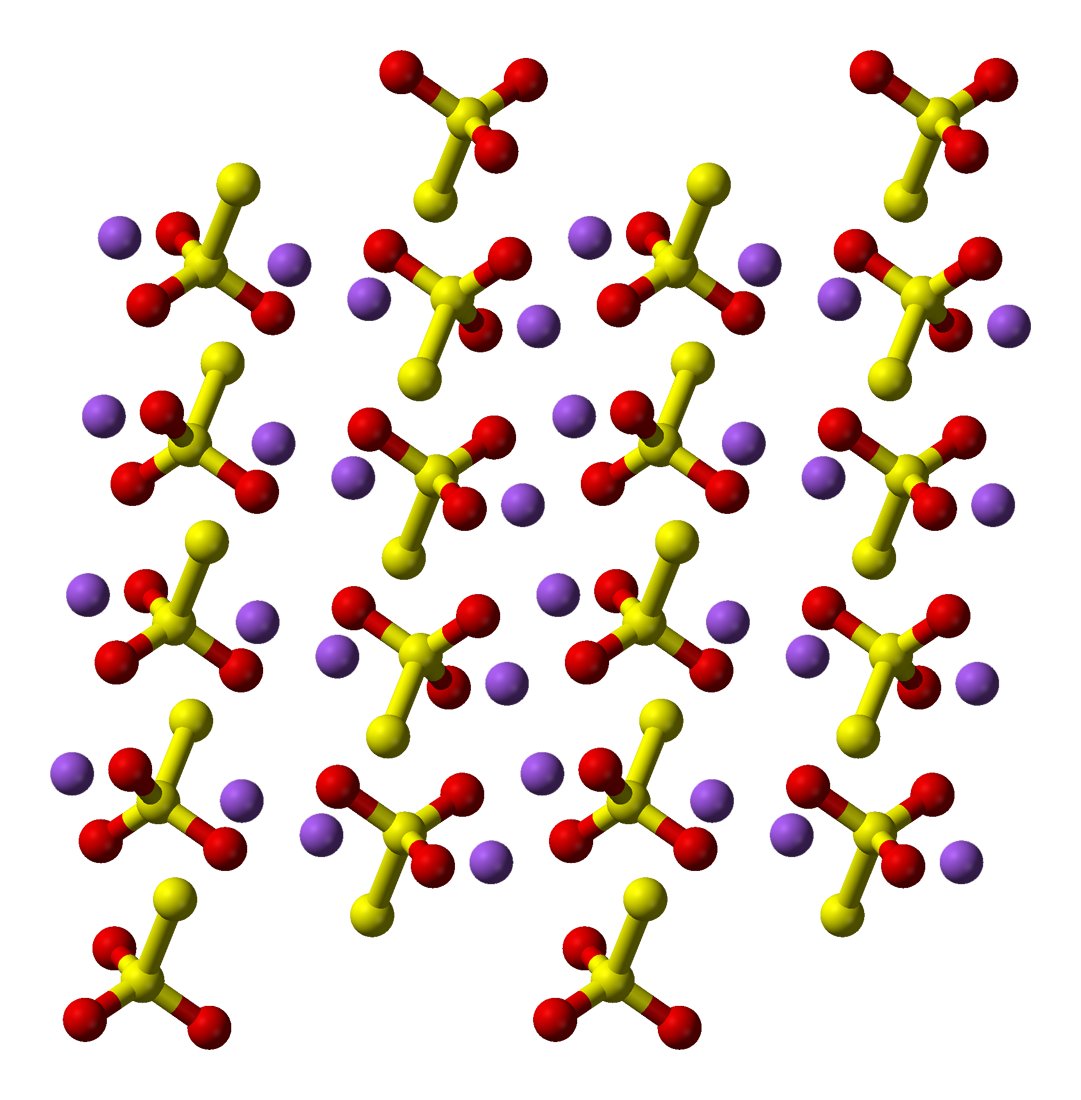
Representación tridimensional de varias moléculas de tiosulfato de sodio

El ion tiosulfato tiene propiedades ácido-base,  redox y de ligando. La solvatación de tiosulfato de sodio en agua provoca una reacción endotérmica, lo que significa que la temperatura del disolvente disminuye. Se funde a 56 °C en su agua de cristalización, y la pierde completamente a los 100 °C; mientras que a temperaturas más elevadas se descompone. Los ácidos reaccionan con el tiosulfato descomponiéndolo con desprendimiento de SO2 y precipitación S. Es sustancia reductora y como tal tiene algunas aplicaciones en química y en el análisis químico.

### Propiedades óxido-reductoras
Las propiedades redox de los iones tiosulfato son bastante complejas dada la gran variedad de oxoaniones del azufre. Por ejemplo, las reacciones de este ion con un halógeno determinado, no puede ser generalizada para los demás halógenos.
Los potenciales normales de reducción para algunos pares más frecuentes son:
- H2SO3 / S2O3 2-   (E° = 0,40 V)
- SO32- / S2O32-     (E° = 0,571 V)
- S2O32- / S       (E° = 0,5 V)
- S4O62- / S2O32-   (E° = 0,08 V)

#### Reacciones con I2
El potencial de reducción del par S4O62- es E° = 0,08 V, que podría considerarse un valor intermedio. La reacción suele producirse con el yodo molecular. El potencial del par I2 / I- es de 0,54 V. Por tanto se puede producir la reacción:
{\displaystyle {\ce {I2 + 2S2O3^2- <=> S4O6^2- + 2I-}}}
El ion tetrationato (S4O62-) que se produce dispone de un enlace disulfuro (S-S) entre los dos iones, lo que produce una oxidación suave con un solo electrón cambiado por ion. Se trata de una reacción rápida que sirve como reacción base en el análisis volumétrico.

#### Reacciones con Cl2
El  cloro (Cl2) es más oxidante que el  yodo (I2) lo que produce una reacción diferente. Se forma azufre en un estado de oxidación VI en forma de iones HSO4-
{\displaystyle {\ce {S2O3^2- + 4Cl2 + 5H2O <=> 2HSO4- + 8Cl- + 8H+}}}
Esta reacción se utiliza para eliminar las trazas de dicloro en el blanqueamiento de la ropa.

#### Reacciones con Br2
La reacción con el bromo molecular produce a la vez el ion S4O62- y el HSO4- Esto coincide con el valor intermedio del potencial redox de este halógeno.

#### Reacciones dedismutación
En medio ácido, el ion tiosulfato, bajo la forma del supuesto ácido tiosulfúrico H2S2O3 se dismuta. Entre los productos de la reacción se encuentran:
azufre bajo la forma S8, pero también S6
dióxido de azufre (SO2)
sulfuro de hidrógeno (H2S)
la forma ácida del ion polisulfuro (H2Sn)
ácido sulfúrico (H2SO4)
Por tanto, la reacción es más compleja que la que, de forma simplificada, se suele emplear 
{\displaystyle {\ce {H2S2O3 -> S + SO2 + H2O}}}

### Propiedades de ácido-base
El ion tiosulfato es la base conjugada del ácido tiosulfúrico H2S2O3, que es un ácido que se dismuta en solución acuosa, incluso a 0º y no puede prepararse de otra forma. En ausencia de agua es más estable.
En otra reacción de descomposición se produce, sin embargo:
{\displaystyle {\ce {H2S2O3 -> SO3 + H2S}}}
Se trata de una reacción formalmente idéntica a la del ácido sulfúrico:
{\displaystyle {\ce {H2SO4 -> SO3 + H2O}}}
Los potenciales pKa del ácido tiosulfúrico son 0,6 y 1,78.

### Propiedades de ligando
El ion tiosulfato es también un ligando de cationes metálicos. Por ejemplo en la complejación de los iones de Ag+ se expresa:
{\displaystyle {\ce {Ag+ + 2S2O3^2- <=> [Ag(S2O_3)2]^3-}}}
La constante de estabilidad de este complejo (constante de equilibrio) es tal que permite la redisolución del bromuro de plata (AgBr) poco soluble. Esta reacción se utiliza en el fijado de los papeles y películas fotográficas.

## Producción industrial y síntesis en el laboratorio
A escala industrial, el tiosulfato de sodio se produce principalmente a partir de productos líquidos de desecho del sulfuro de sodio o en la fabricación de tintes con azufre.
En el laboratorio se obtiene calentando a reflujo una disolución de sulfito de sodio (Na2SO3) con azufre elemental. La disolución es filtrada, concentrada y enfriada, obteniendo el tiosulfato de sodio pentahidratado (Na2S2O3 * 5 H2O) en forma de prismas incoloros
{\displaystyle {\ce {Na2SO3(aq) + S(s) -> Na2S2O3(aq)}}}
Evaporación [cristalizacion]
{\displaystyle {\ce {Na2S2O3(aq) + 5H2O -> Na2S2O3*5H2O(s)}}}
Mecanísticamente se trata de un ataque nucleofílico del par de electrones libre del azufre del sulfito sobre un átomo del azufre elemental parecido a la formación de los polisulfuros y disulfuros a partir de sulfuros.

## Aplicaciones en medicina
Se utiliza como un antídoto en casos de envenenamiento por cianuro. El tiosulfato actúa como un donante de azufre para producir la conversión del cianuro a tiocianato, que entonces puede ser excretado de forma segura mediante la orina, esa conversión es catalizada por la enzima rodanasa. También se ha usado como tratamiento de la calcifilaxis en pacientes sometidos a hemodiálisis, que tienen una enfermedad renal crónica. Asimismo se utiliza en el manejo de la extravasación de orina en procesos de quimioterapia. El tiosulfato de sodio impide la alquilación y la destrucción del tejido, proporcionando un sustrato para los agentes de alquilación que han invadido los tejidos subcutáneos. También se emplea en los baños de pies para la profilaxis de la dermatofitosis y como un agente antifúngico tópico para la pitiriasis versicolor.
Por último, también se utiliza en la medición del volumen de fluido corporal extracelular y el índice de filtrado glomerular del riñón.

## Riesgos y peligros

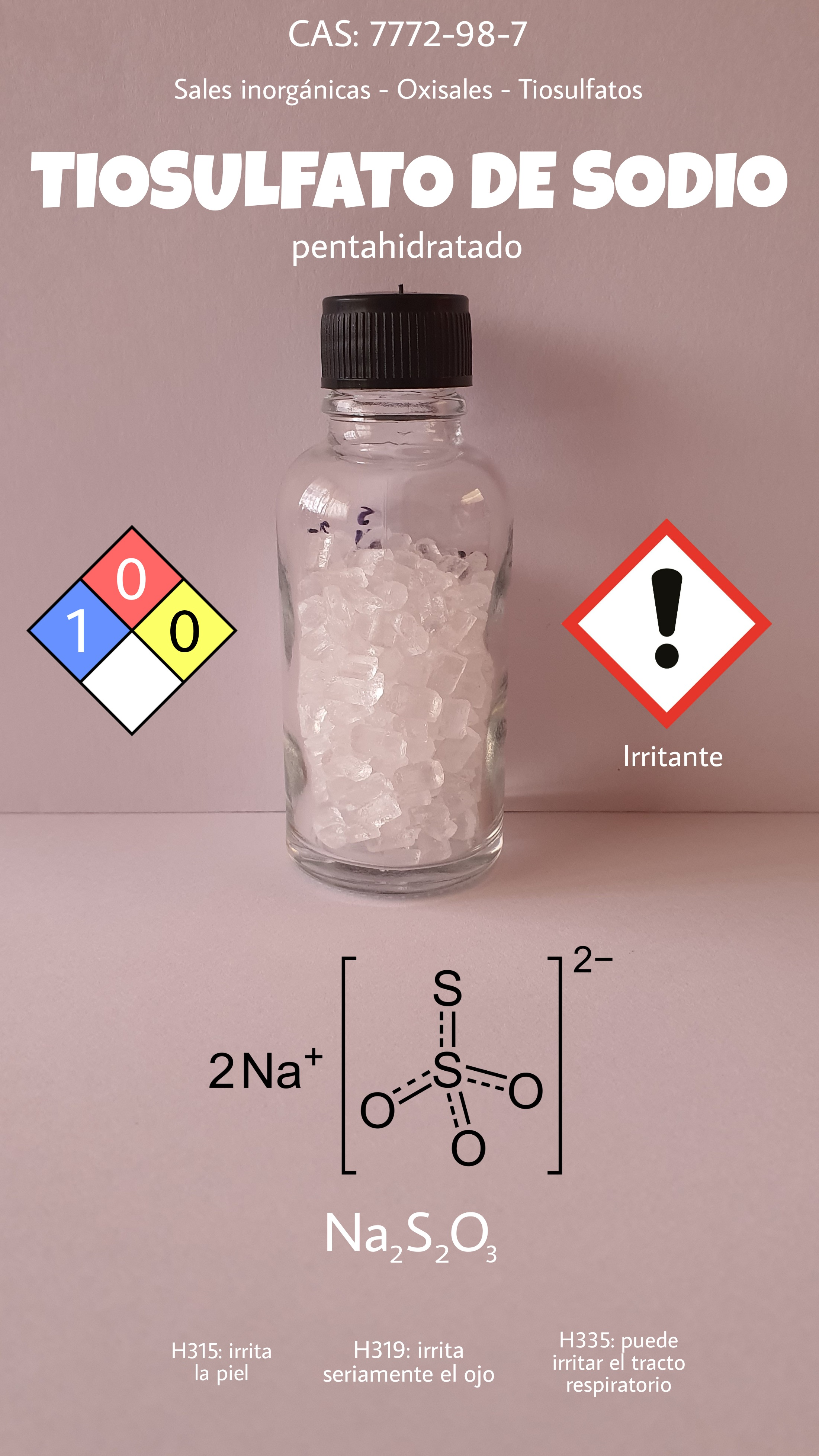
Etiqueta de seguridad.

A 45 °C se descompone por la acción del calor y puede reaccionar violentamente en presencia de nitritos y peróxidos, existiendo un riesgo de explosión. En la presencia de ácidos se puede producir la formación de peligrosos óxidos de azufre.